# Quaëdypre
Quaëdypre è un comune francese di 1 168 abitanti situato nel dipartimento del Nord nella regione dell'Alta Francia.

## Storia

### Simboli
Lo stemma del Comune si blasona:
Il leone di nero, simbolo delle Fiandre, è ripreso dalle insegne della castellania di Bergues da cui Quaëdypre dipendeva. Lo stemma è rappresentato in una mappa illustrata della regione dipinta nel 1641.

## Società

### Evoluzione demografica
Abitanti censiti